# Vitifrades
Vitifrades (Festas Báquicas) é um evento de promoção do vinho de talha, que decorre em Vila de Frades, considerada a capital deste tipo de vinho. A Vitifrades teve início em  1998, promovido por uma pequena associação de desenvolvimento local, com o mesmo nome.
Este certame decorre, normalmente, no segundo fim de semana de dezembro, visto que se trata de uma festa do vinho, acontece quando surge um vinho novo.

## Actividades paralelas
Em paralelo ao certame acontecem várias actividades desportivas e culturais como:
- Rota das Adegas (na tarde do último dia)
- Concurso de vinhos de talha
- Concertos de cante alentejano
- Noite de Fados
- BTT
- Passeio TT
- Trial com Jipes
- Passeio pedestre
- Maratona fotográfica

## Rota das Adegas
É culminar do certame. Em que as adegas particulares de Vila de Frades estão abertas a todos e podemos provar o néctar dos Deuses, o bom vinho de Vila de Frades, mediante a compra prévia de um copo próprio do evento.